# 高橋康夫 (プロデューサー)
高橋 康夫（たかはし やすお、1941年 - ）は、元NHK映像プロデューサーで、エグゼクティブ・プロデューサーなどを務めた。
妻は女優の三田佳子（1974年に結婚）。長男は森宮隆。

## 来歴
東京府（現在の東京都）出身。父親は映画カメラマンの高橋通夫で、調布の「大映村」で育った。
1965年に一橋大学社会学部を卒業。同年、NHKに入局。主としてドラマ番組のディレクター・プロデューサーを務める。
1990年にNHKエンタープライズへ出向（ドラマ担当常務取締役）。その後、NHK放送事業局ソフト開発部長、放送総局エグゼクティブプロデューサー（局長）、日本賞事務局長などを歴任。
1998年にNHKエンタープライズへ転籍（新映像プロジェクト長）、ハイビジョン大型映像、劇場用映画の開発・制作を担当する。2004年に退職した後、企画制作会社「株式会社レシピ」の代表をつとめる。

## 関与作品

### テレビドラマ
- 街の息子たちへ（演出・企画、1972）
- 笹舟の二人（演出、1973）
- 幻のセールスマン（演出、1974）
- 男一人旅（演出、1974）
- 妻たちの二・二六事件（演出、1976）
- 連続テレビ小説「雲のじゅうたん」（演出、1976）
- 冬の桃（演出、1977）
- 阿修羅のごとく（演出、1979）
- 離婚（演出、1980）
- 松本清張シリーズ　天才画の女（演出、1980）
- 襤褸と宝石（演出、1980）
- 愛してよろしいですか（製作、1984）
- 安寿子の靴（製作、1984）
- しあわせの国　青い鳥ぱたぱた？（製作、1985）
- 追う男（制作、1986）
- 匂いガラス（制作、1986）
- 夜明け前（制作、1987）
- 雨月の使者（制作、1987）
- 翼をください（制作、1988）
- 花へんろ（制作、1988）
- 円空（制作、1988）
- 虹のある部屋（制作、1988）
- もどり橋（制作、1988）
- うさぎの休日（制作、1988）
- 振りむけば春（制作、1990）
- ネコノトピア　ネコノマニア（制作、1990）
- 緑の果て（制作、1990）
- 源氏物語「あさきゆめみし」（制作、1990）
- 大河ドラマ
  - 黄金の日日（演出、1978）
  - 太平記（製作総指揮・制作、1991）

### 映画
- すずらん 〜少女萌の物語〜（制作・エグゼクティブプロデューサー、2000）
- 源氏物語 あさきゆめみし Lived in A Dream（製作総指揮、2000）
- カラフル（プロデューサー、2000）
- Go!（企画、2001）
- ドラッグストア・ガール（プロデューサー、2004）
- マンゴーと赤い車椅子（エグゼクティブプロデューサー、2015）